# George Nevinson
George Wilfred Nevinson (* 3. Oktober 1882 in Wigan, Greater Manchester; † 13. März 1963 in Lancaster, Lancashire) war ein britischer Wasserballspieler.
Nevinson nahm an den Olympischen Spielen 1908 in London teil. Nachdem seine Nationalmannschaft in der Vorrunde das Spiel durch den Rückzug Österreichs kampflos gewann, zog das Team direkt ins Finale ein, das mit 9:2 gegen Belgien gewonnen werden konnte. Nevinson gewann dadurch seine einzige olympische Medaille, die Goldmedaille im Wasserball.
Die Teilnahme an den Olympischen Spielen 1912 musste er verletzungsbedingt absagen, da er sich kurz zuvor das Bein brach. Für den größten Teil seiner Karriere spielte er für den Salford SC, zog 1913 aber nach Lancaster, wo er einen Job als Schreiner antrat. Er war zwei Mal verheiratet und hatte insgesamt sieben Töchter und drei Söhne.

## Weblink
- George Nevinson in der Datenbank von Olympedia.org (englisch)

| Personendaten    | Personendaten                |
| ---------------- | ---------------------------- |
| NAME             | Nevinson, George             |
| ALTERNATIVNAMEN  | Nevinson, George Wilfred     |
| KURZBESCHREIBUNG | britischer Wasserballspieler |
| GEBURTSDATUM     | 3. Oktober 1882              |
| GEBURTSORT       | Wigan                        |
| STERBEDATUM      | 13. März 1963                |
| STERBEORT        | Lancaster (Lancashire)       |